# Canrenona
La canrenona es un metabolito mayor que se forma tras el metabolismo de la espironolactona, un diurético del grupo de los antagonistas de la aldosterona. Al mismo tiempo puede biotransformarse enzimáticamente en canrenoato de potasio, que es su producto hidrolítico.
Al igual que la espironolactona, la canrenona es un antagonista activo de la aldosterona, y su formación contribuye con, pero no es responsable de, la actividad biológica de la espironolactona. La canrenona, posee una semivida de unas 18 a 20 horas. El canreonato no posee actividad intrínseca, pero puede ejercer efectos biológicos en virtud de su interconversión con la canrenona. El canrenoato de potasio y la canrenona se usan en clínica en varios países.